# Alex Jardine
Alexander Jardine, più conosciuto con il diminutivo Alex Jardine (Motherwell, 12 aprile 1926 – Londra, 6 giugno 1978) è stato un calciatore scozzese, di ruolo difensore.

## Carriera
Dal 1946 al 1949 gioca nella prima divisione scozzese con il Dundee Utd, con cui totalizza complessivamente 68 presenze e 2 reti in partite di campionato; si trasferisce poi per 700 sterline al Millwall, club della terza divisione inglese, in cui fin dal suo arrivo in squadra si inserisce stabilmente nella formazione titolare. Gioca con i Lions per complessive otto stagioni consecutive, tutte nella terza divisione inglese, nel corso delle quali mette a segno complessivamente 25 reti in 299 partite di campionato.
Si ritira al termine della stagione 1957-1958, all'età di 32 anni, a causa di un infortunio al tendine d'Achille patito nella sua ultima stagione in attività.

## Palmarès

### Club

#### Competizioni regionali
- Forfarshire Cup: 1

Dundee United: 1947-1948